# Перство
Перство (енгл. Peerage) назив је за носиоце насљедних или доживотних племићких титула у Уједињеном Краљевству.

## Насљедно перство
Насљедно перство (енгл. hereditary peerage) раније је било једини облик перства. Сви перови су аутоматски били и чланови Дома лордова. Међутим, од осамдесетих година 20. вијека обичај је да се насљедно перство додјељује само члановима краљевске породице. Лабуристичким Актом о Дому лордова 1999. насљедни перови су изгубили право да сједе и гласају у Дому лордова (задржано је само 92 насљедна пера). Превласт је дата доживотним перовима.
Племић који је носилац једне или више титула се назива пер (енгл. peer). Иако се члановима породице пера обраћа са лорд (енгл. Lord) и леди (енгл. Lady), нико од њих нису перови. Све њихове титуле су тзв. титуле учтивости, укључујући и титулу супруге иако се она често назива переса.
У насљедном перству постоји пет титула (почевши од највише ка најнижој): војвода (енгл. Duke), маркиз (енгл. Marquess), гроф (енгл. Earl), виконт (енгл. Viscount) и барон (енгл. Baron). У Шкотској пети ранг није барон већ „лорд парламента” (енгл. Lord of Parliament). Ступањем на снагу Акта о перству 1963. омогућено је насљедним перовима да се одрекну тог статуса (без одрицања нису могли бити посланици Дома комуна), али и женама да буду насљедни чланови Дома лордова (енгл. Peeresses in own right).
Након уједињења Енглеске и Шкотске (1707) нису сви шкотски перови стекли право чланства у Дому лордова. Они су међу собом бирали само 16 представничких перова (енгл. representative peers). То је трајало све до Акта о перству 1963. када су сви шкотски перови стекли право да сједе и гласају у Дому лордова. Лабуристичким Актом о Дому лордова 1999, којим је задржано само 92 насљедна пера, заправо је установљен нови вид представничких перова.

## Доживотно перство
Доживотно перство (енгл. life peerage) изворно је установљено Актом о апелационој надлежности 1876. којим су одређена два правна лорда (са титулом барона и доживотним мандатом) да врше судску власт Дома лордова. Њихов број се касније повећао на дванаест. Ово судијско перство је укинуто ступањем на снагу Уставног реформског акта 2005.
Данашње доживотно перство, које је стекло превласт над старим насљедним перством, установљено је Актом о доживотном перству 1958. Ови перови су доживотни чланови Дома лордова и носе титулу барона. Закон за њих није предвидио могућност одрицања као код насљедних перова. Међутим, ступањем на снагу Акта о реформи Дома лордова 2014. омогућено је перовима да могу поднијети неопозиву оставку на чланство у Дому лордова, али без обавезе да се одрекну перства. Стога, данас и перови могу бити посланици Дома комуна.

## Особености
Енглески племићки систем се разликује од европског по томе што се у Енглеској породица једног пера не сматра такође перовима. Припадници породице пера су само грађани (енгл. commoners). Грађани су чак и чланови краљевске породице којима није дато перство. Један пер користи тзв. стварну титулу док чланови његове породице користе тзв. титулу учтивости. Достојанство или част једног пера происходи од монарха који се назива fount of honour („извор части”). Монарх није пер (без обзира што може имати неку перску титулу) јер не може примати перство сам од себе. Према енглеској традицији једно лице може бити монарх, пер или грађанин.
За разлику од ранијих бројних привилегија које је уживало перство, током 20. вијека остале су само три привилегије. Могли су их користити пер, његова супруга или његова неудата удовица. Прво, перство је имало право на суђење у Дому лордова под предсједавањем лорда високог стјуарда (право укинуто 1948). Друго, перство је имало право на пријем код монарха. Треће, перство је имало имунитет од хапшења. Неке од привилегија су биле парламентарне природе због тога што су перови аутоматски били и чланови Дома лордова, горњег дома Парламента. Привилегије перова данас се углавном сматрају застарјелим.
Будући да сви перови више нису трајно чланови Дома лордова, од јуна 2004. успостављен је непарламентарни Регистар перства (енгл. Roll of the Peerage) који води Crown Office при Министарству правде заједно са хералдичком институцијом College of Arms.